# Mandal-Ovó járás
Mandal-Ovó járás (mongol nyelven: Мандал-Овоо сум) Mongólia Dél-Góbi tartományának egyik járása. Területe 6433 km². Népessége 1954 fő (2009), 1615 fő (2020)
Székhelye, Sarhulszan (Шархулсан) 140 km-re fekszik Dalandzadgad tartományi székhelytől.